# بحيرة مزيريب

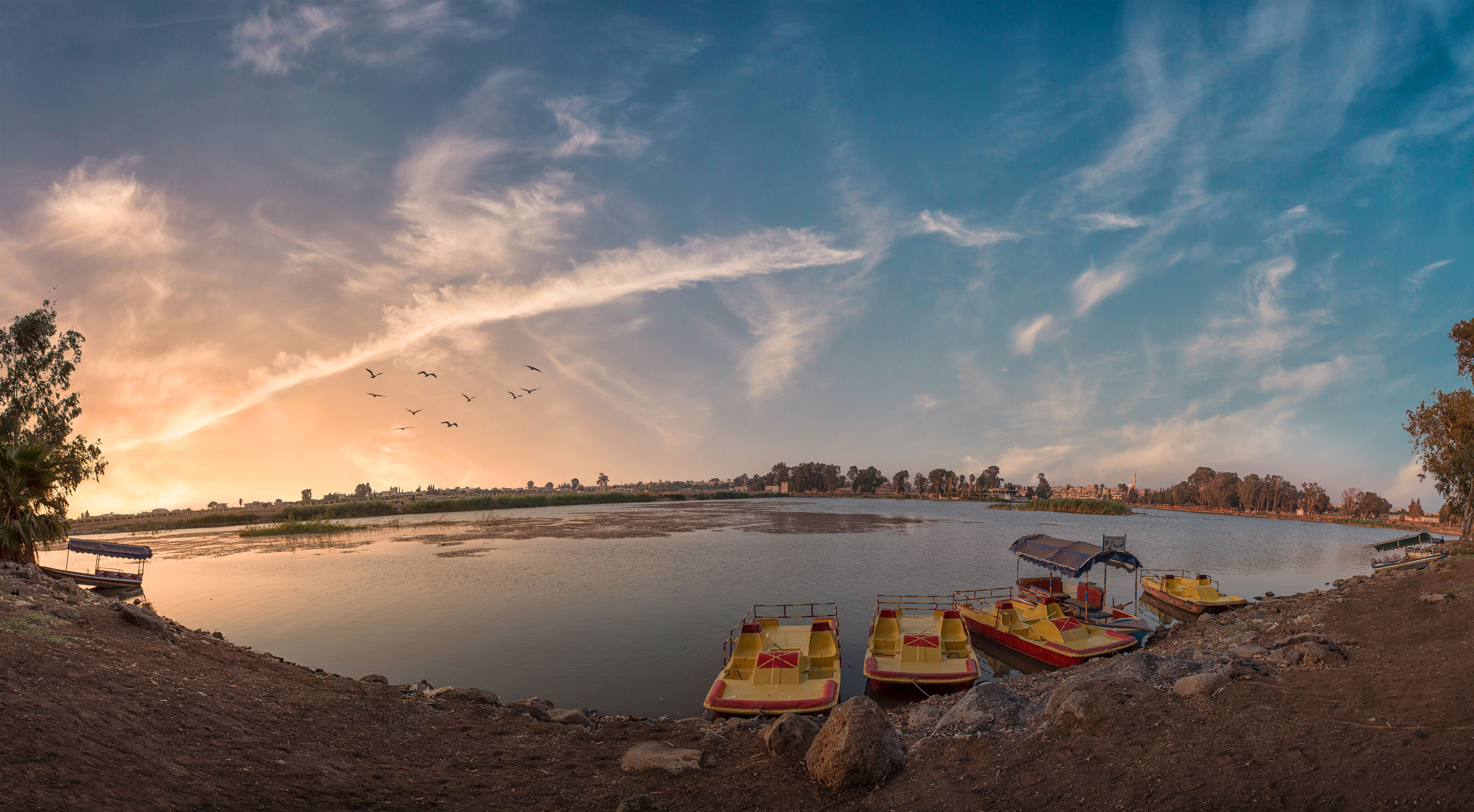
بحيرة المزيريب

تعتبر المزيريب من أهم المناطق السياحية في محافظة درعا وبحيرتها من البحيرات الشهيرة في سوريا.
تقع بحيرة المزيريب في بلدة المزيريب في محافظة درعا جنوب سوريا ، وتبلغ مساحتها نحو 1 كم2 تقريبا، ويبلغ طولها500 م وعرضها250 م وتعد من أهم المصادر المائية في محافظتي درعا والسويداء فهي تؤمن مياه الشرب لعدد كبير من السكان .
و تعتبر بحيرة المزيريب من أكبر المسطحات المائية في المنطقة الجنوبية وتتشكل من جريان مياه البحيرة شلالات تل شهاب الشهيرة بارتفاعها والتاريخية بآثارها ، وتسير في البحيرة القوارب ويزور البحيرة أعداد كبيرة من الزوار والسياح .